# 卡爾德拉 (博克龍區)
卡爾德拉（西班牙語：Caldera），是巴拿馬的城鎮，位於該國西部，由奇里基省的博克龍區負責管轄，面積147平方公里，海拔高度357米，2010年人口1,560，人口密度每平方公里10.6人。